# Vidit Gujrathi
Vidit Santosh Gujrathi (ur. 24 października 1994) – indyjski szachista, arcymistrz od 2013 roku.

## Kariera szachowa
Wielokrotnie reprezentował Indie na mistrzostwach Azji (m.in. dwukrotny srebrny medalista w kategorii do 12 lat, z lat 2005 i 2006) oraz świata juniorów, na których zdobył trzy medale: złoty (Vũng Tàu 2008 – MŚ do 14 lat), srebrny (Antalya 2009 – MŚ do 16 lat) oraz brązowy (Kocaeli 2013 – MŚ do 20 lat). Był również złotym medalistą mistrzostw Wspólnoty Narodów juniorów w kategorii do 12 lat (2006). W 2010 r. uczestniczył w szachowej olimpiadzie juniorów do 16 lat, zdobywając wspólnie z drużyną srebrny medal.
Normy na tytuł arcymistrza wypełnił w latach 2011 (w Ćennaj) oraz 2012 (w Nagpurze i Kolkacie). W 2013 r. podzielił I m. (wspólnie m.in. z Tamirem Nabatym, Atanasiosem Mastrowasilisem i Władysławem Niewiedniczym) w międzynarodowym turnieju w Kawali. W 2014 r. zdobył w Dharamsali złoty medal indywidualnych mistrzostw Indii oraz zwyciężył w turnieju Lake Sevan w Martuni.
Zwyciężył w turnieju FIDE Grand Swiss 2023.
Najwyższy ranking w dotychczasowej karierze osiągnął 1 października 2017 r., z wynikiem 2713 punktów zajmował wówczas 36. miejsce na światowej liście FIDE oraz 3. miejsce wśród indyjskich szachistów.